# Cementiri de Montparnasse
El Cementiri de Montparnasse (en francès: Cimetière du Montparnasse) és un famós cementiri situat al barri de Montparnasse, a París, França, en el 3 boulevard Edgard Quinet, i ocupa 19 hectàrees.
Creat a partir del terreny que ocupaven tres granges el 1824, el cementiri va ser originalment conegut com Le Cimetière du Sud (El Cementiri del Sud). A París els cementiris dins de la ciutat havien estat prohibits des del tancament del Cementiri dels Sants Innocents el 1786 per motius de salubritat. A principis del segle xix, molts nous cementiris als voltants de la capital francesa van anar substituint als de l'interior, com el de Montparnasse al sud. La fama del Cementiri de Montparnasse es deu al fet que hi descansen les restes de molts grans intel·lectuals i artistes, francesos i estrangers, i constitueix una de les visites turístiques de París.

## Alguns personatges famosos enterrats en aquest cementiri
- Aleksandr Alekhin, jugador d'escacs
- Charles Baudelaire, poeta
- Simone de Beauvoir, filòsof existencialista i feminista
- Samuel Beckett, escriptor
- Louis-Gustave Binger, explorador
- Constantin Brancusi, escultor
- Just Cabot (1898-1961), escriptor i editor català (a la tomba de la família Castelucho, al cementiri "petit")
- Antoni Clavé (1912-2005), pintor català
- Jacques Chirac (1932-2019), polític francès, Primer Ministre de França, alcalde de París, President de la República Francesa i copríncep d'Andorra.
- Bruno Coquatrix, compositor i director del teatre Olympia de París
- Julio Cortázar, escriptor
- Charles Cros, inventor i poeta
- Porfirio Díaz, polític
- Alfred Dreyfus, militar
- Marguerite Duras, escriptora
- Apel·les Fenosa i Florensa, escultor
- Serge Gainsbourg, cantautor
- Eugène Ionesco, autor dramàtic
- Sylvestre François Lacroix (1765-1843), matemàtic
- Pierre-Simon Laplace, matemàtic i astrònom
- Pierre Larousse, enciclopedista
- Maurice Leblanc; escriptor
- Louis Lefébure de Fourcy (1787-1869), matemàtic.[1]
- Claude Louis Mathieu (1783-1875), matemàtic, astrònom i polític
- Guy de Maupassant, escriptor
- Roseta Mauri i Segura, ballarina
- María Montez, actriu
- Henri Poincaré, matemàtic
- Pierre-Joseph Proudhon, pensador i polític anarquista.
- Man Ray, fotògraf dadà
- Jean-Paul Sartre, filòsof
- Roland Topor, dibuixant
- César Vallejo, poeta i escriptor peruà
- Símon Petliura, polític ucraïnès
- Paul Vidal de la Blache, geògraf occità

## Galeria d'imatges

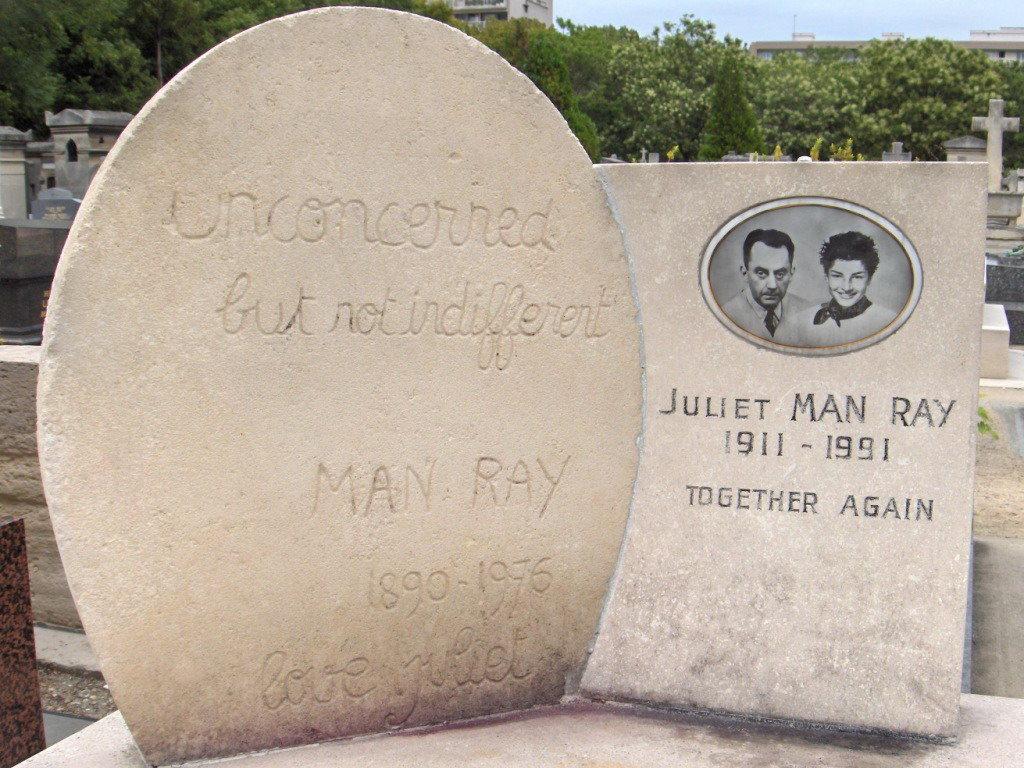
Tomba de Man Ray i de la seva filla Juliet
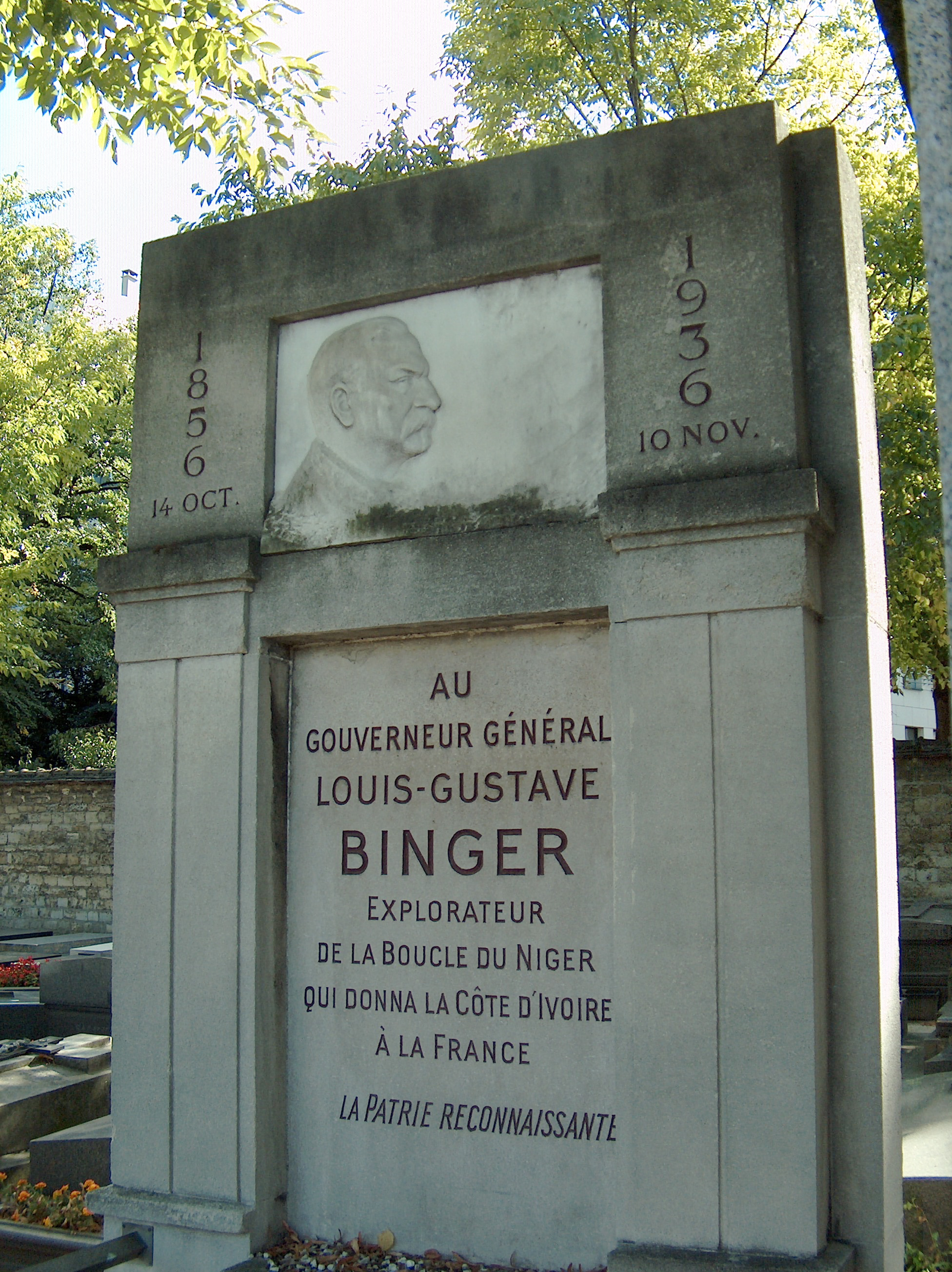
Tomba de Louis-Gustave Binger
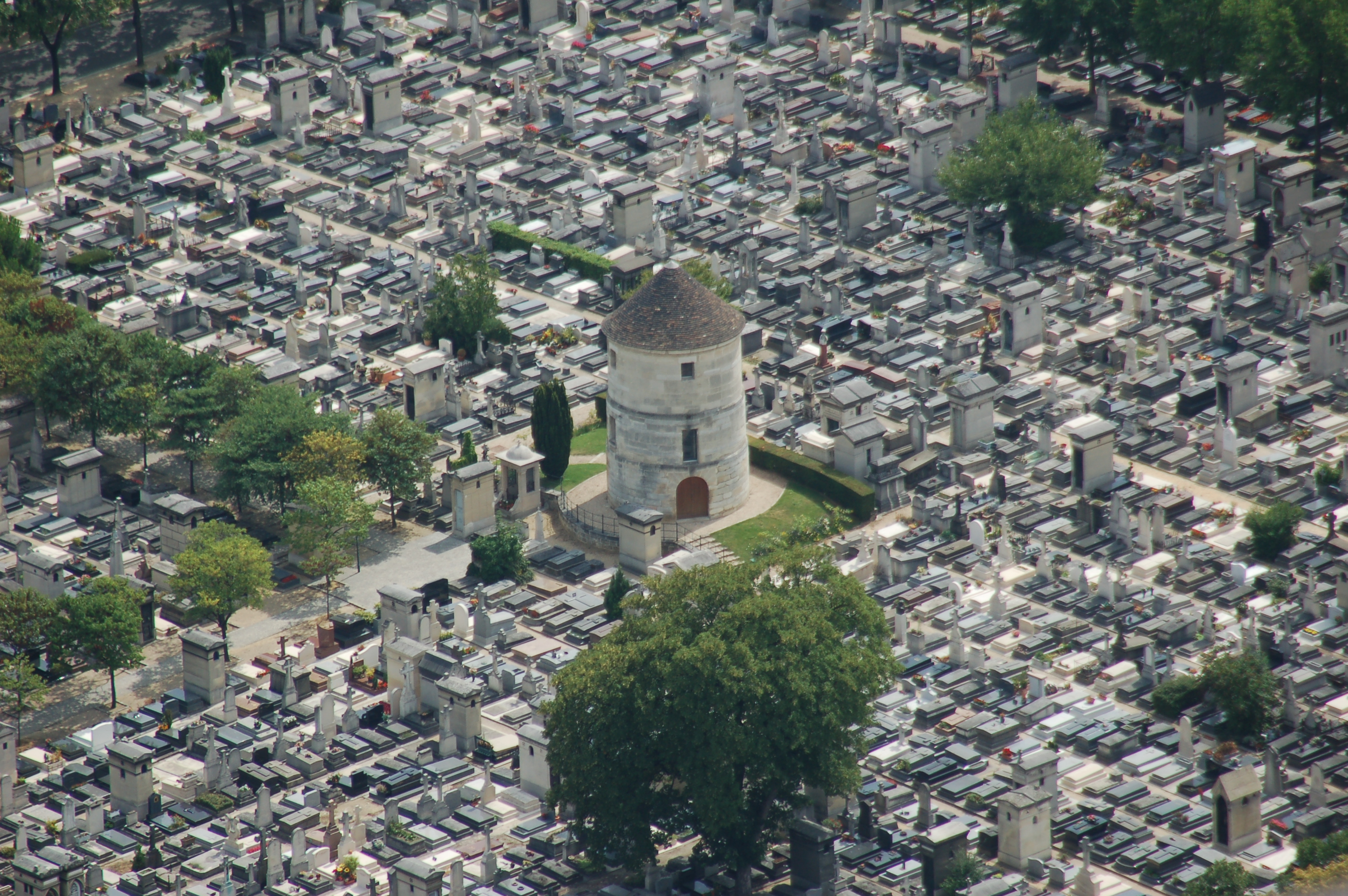
Cementiri de Montparnasse